# Pelmeni

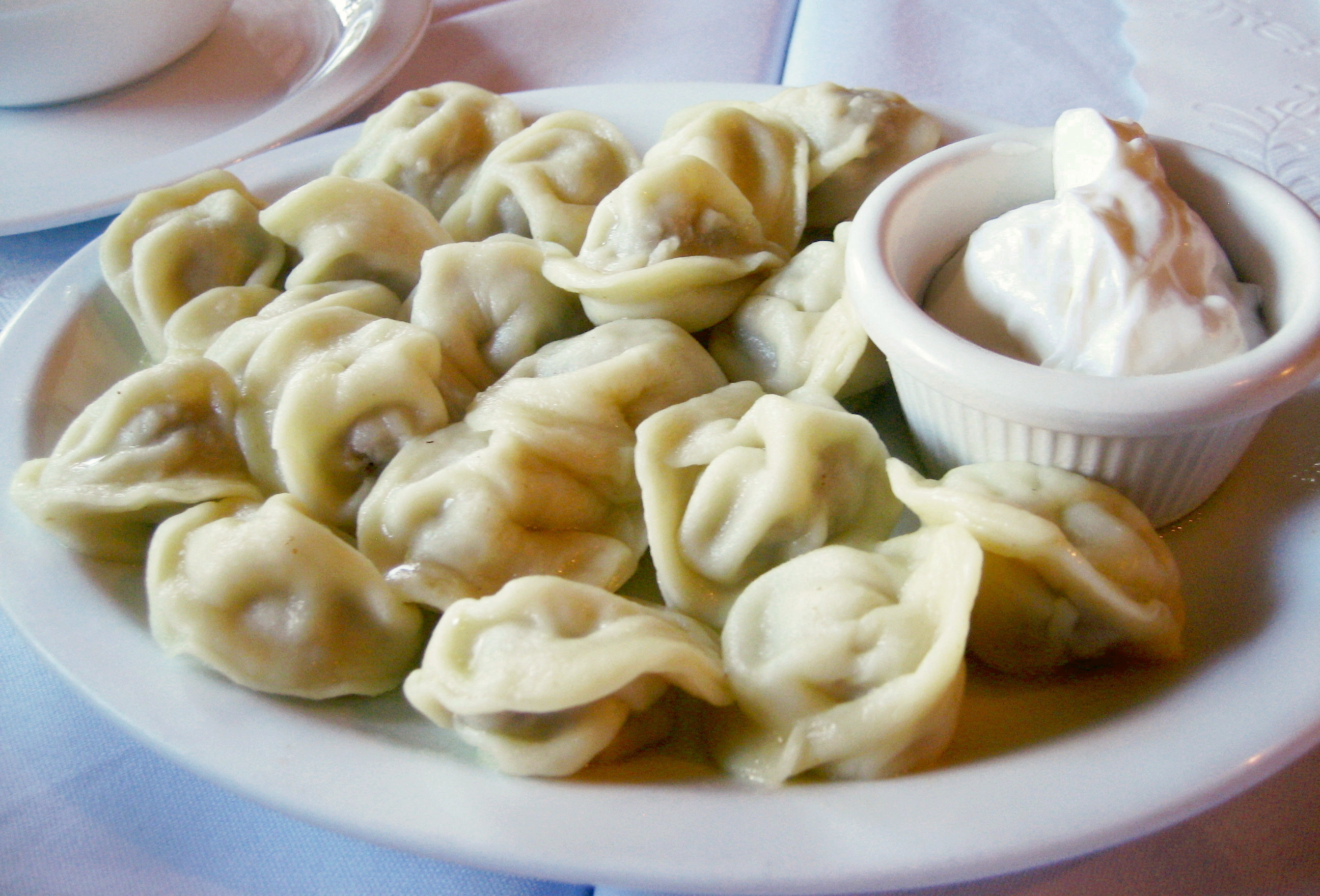
Un plat de pelmeni

Les pelmeni (au singulier pelmen - пельмень, pilmän(när)/пилмән(нәр) en tatar) est un plat russe (originaire de l'Oural) . Il s'agit traditionnellement de pâte fine cuite farcie de viande hachée.

## Histoire
Le mot pelmeni venant de l'Oural est dérivé de pel'n'an' (пельнянь), qui signifie littéralement « pain d'oreille » (пель « oreille » + нянь « pain )» dans les langues finno-ougriennes komi et oudmourte,,,,,. Ce nom dérive probablement de la forme du pilmen, qui a une forme d'oreille.
Selon l'historien culinaire William Pokhliobkine, les pelmeni intègrent la cuisine russe de l’Oural à la fin du XIVe-début du XVe siècle. Dans les documents écrits en russe sur les colonies de l'Oural des XVIIe au XVIIIe siècles (à partir de 1679), il existe des noms de famille dérivés du mot pelmenis : Pelmenev, Pelnenev, Pelmennikov. L'historien Pavel Kortchaguine note que dans la haute Prikamié en 1579, il n'y a toujours pas de gens qui fabriquent de pelmenis.
Les pelmenis dans la culture traditionnelle ne sont pas un plat cérémoniel mais sont préparés pendant les fêtes quand on reçoit des invités.
Aujourd'hui les pelmenis sont populaires dans toute la Russie et d'autres régions ont associé les pelmenis à leur culture. On trouve des pelmenis labellisés «sibériens» surgelés dans les magasins russes de la diaspora en raison de l'usage sibérien de stocker et transporter les pelmeni sous forme congelée à l'extérieur. Ces pelmenis industriels ressemblent parfois aux tortellini car les machines industrielles utilisées (Arienti & Cattaneo, Ima, Ostoni, Zamboni, etc.) sont la plupart du temps d'origine italienne.

## Parenté
On trouve des plats similaires dans de nombreux pays. En Chine, il s’agit de jiaozi, baozi, wonton et raviolis chinois. Dans les cuisines du Tibet et de la Corée, de l’Asie centrale, du Caucase et de la Kalmoukie, il s'agit des biorigui, buuz, mantı, khinkali, momo, dolma, chuchvara. Selon les mêmes principes sont préparés les kreplach dans la cuisine juive.
Il ne faut pas confondre les pelmenis avec les vareniki que l'on retrouve aussi dans la cuisine russe. Les pelmeni ont une pâte plus molle et moins épaisse que les vareniki, la proportion de garniture par rapport à la pâte dans les pelmeni est généralement plus élevée et leur farce est toujours crue avant cuisson.

## Recette
La pâte des pelmenis est préparée à partir de farine, d'œufs et d'eau (plus rarement de lait). La farce classique des pelmenis est composée de bœuf, de porc et / ou d'agneau, avec différents épices, oignons, parfois même de l'ail. La viande de la farce est crue avant cuisson. Il est également possible d'utiliser de la viande d'ours, du cerf, de l'oie, du poisson ou moins traditionnellement des champignons.
Les pelmenis sont stockés congelés ou préparés immédiatement avant utilisation. Ils sont mis dans de l'eau bouillante jusqu'à ce qu'ils remontent à la surface, puis encore de 2 à 5 minutes. Il est possible de les faire cuire dans un bouillon.
Beaucoup de familles russes fabriquent des pelmeni de façon traditionnelle. La recette se transmet de génération en génération et ce sont les mères qui transmettent leur savoir-faire à leur(s) fille(s). Le procédé de fabrication est répétitif et rigoureux. Il faut rouler, couper, remplir, plier et pincer de grandes quantités de pâte. Les familles consacrent des heures à la préparation et les mangent en particulier lors des fêtes de fin d'année.

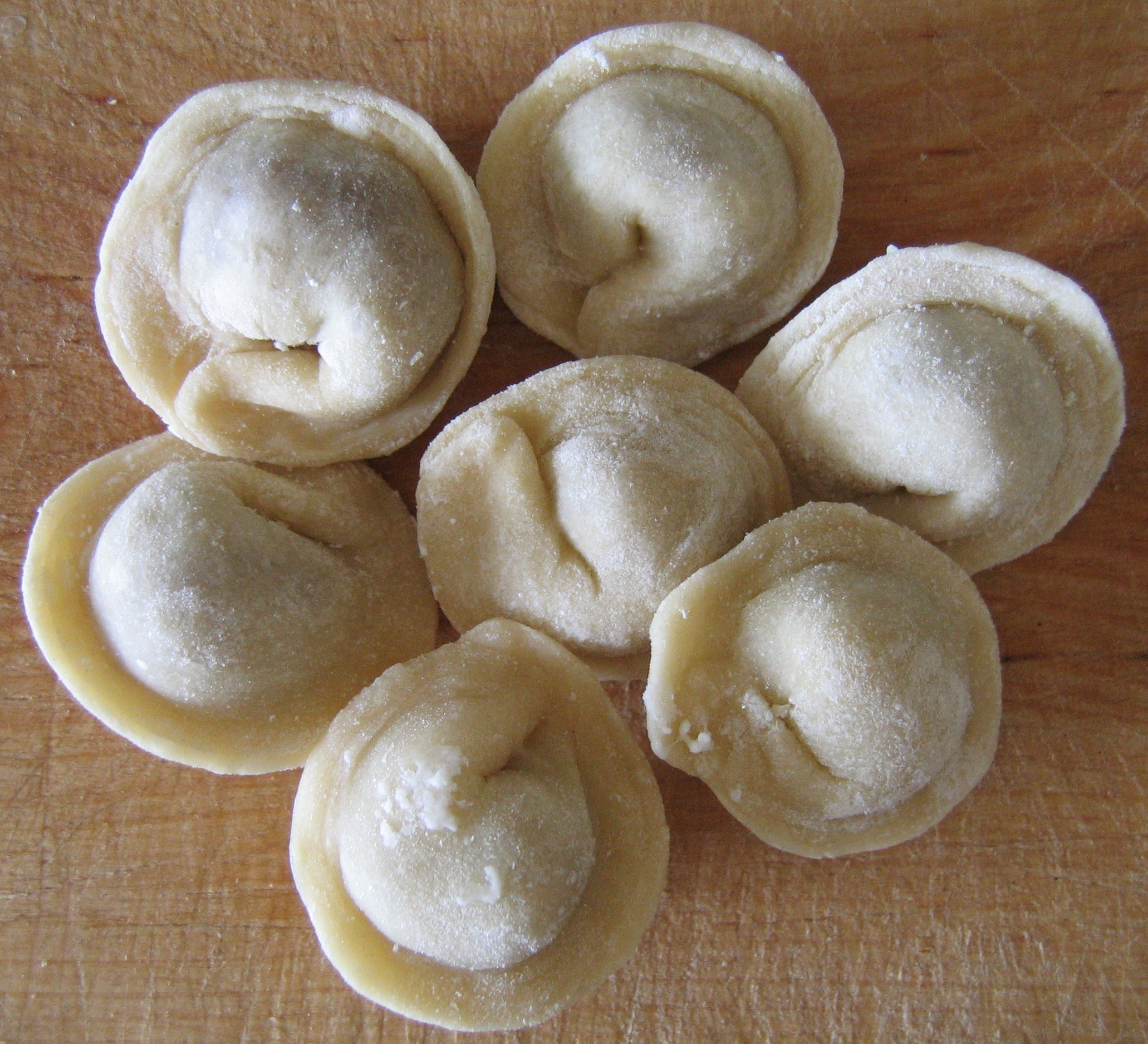
Pelmeni avant cuisson
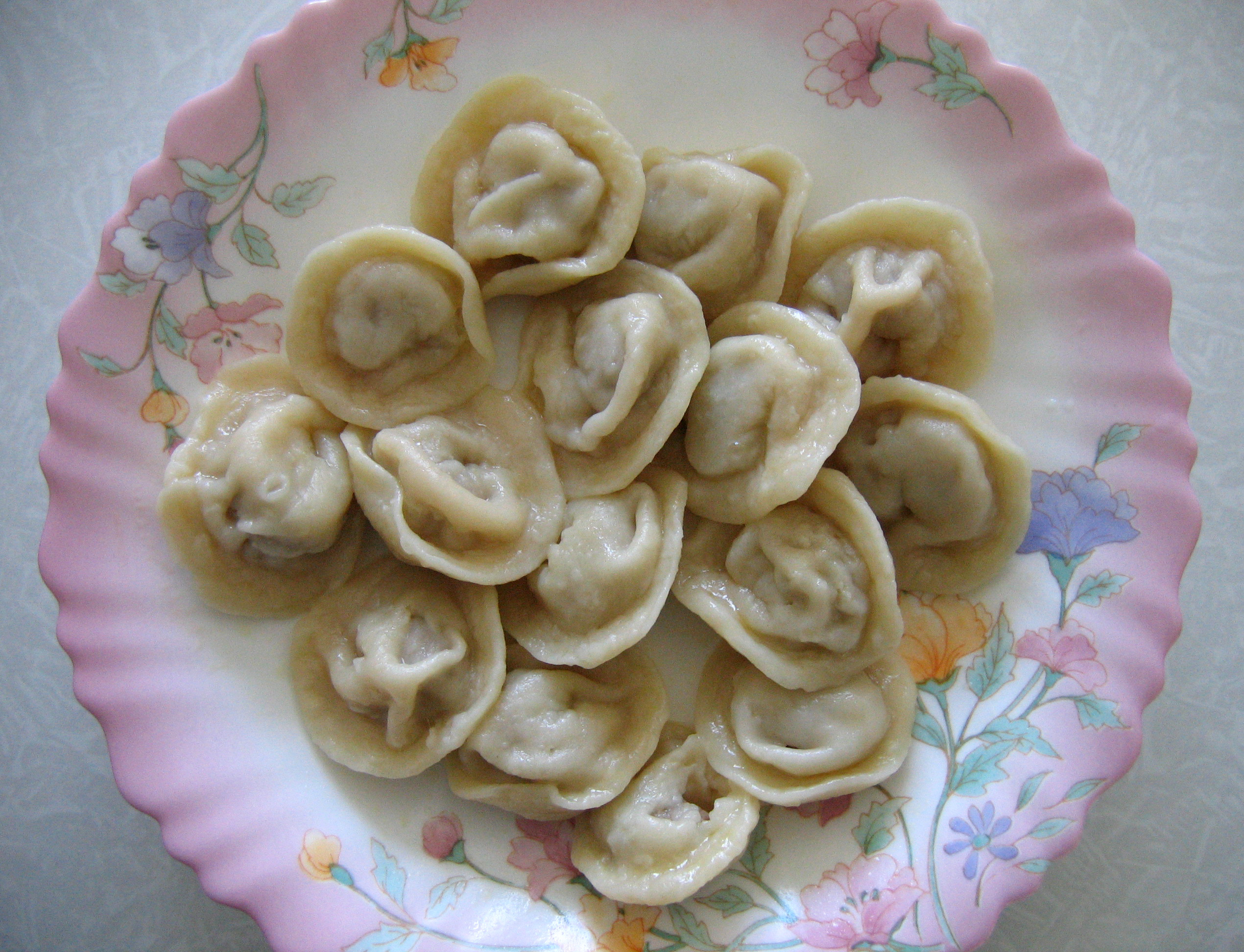
Pelmenis cuits
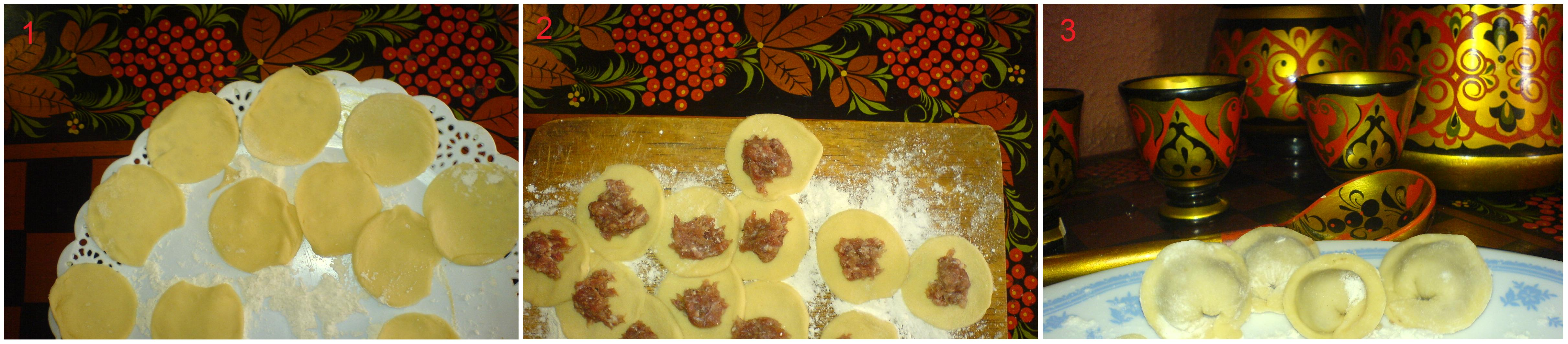
Étapes de la préparation

Ce plat peut être servi avec de la crème (smetana en russe et « crème fraîche » en français), du beurre ou bien de la moutarde, du raifort, du poivre ou du vinaigre. Ils ne sont jamais servis avec une sauce sucrée.
Un pelmen typique est à peu près sphérique, en forme d'oreille et mesure quelques centimètres.